# Trematosaurus
Il trematosauro (gen. Trematosaurus) è un anfibio estinto appartenente ai temnospondili. Visse nel Triassico inferiore (Olenekiano, circa 250 - 247 milioni di anni fa) e i suoi resti fossili sono stati ritrovati in Europa.

## Descrizione
Questo anfibio era di grandi dimensioni, e poteva oltrepassare i due metri di lunghezza. La caratteristica principale di Trematosaurus era data dal cranio allungato e di forma triangolare, dotato di un'ornamentazione estesa su tutte le ossa dermiche. Rispetto ad altri animali simili, Trematosaurus se ne differenziava per la presenza di alcune caratteristiche, tra cui due finestre poste nella parte anteriore del cranio per alloggiare i grandi denti mandibolari, le vacuità palatali anteriori separate da un largo setto, la presenza di un osso interfrontale e l'assenza di basioccipitale e basisfenoide. Era presente una fila di denti palatali più o meno parallela ai denti lungo il margine della mascella, mentre sul prevomere e sull'osso palatino erano presenti vere e proprie zanne; lo pterigoide, invece, era dotato di denticoli. 
Lo scheletro postcranico non è ben conosciuto, ma si suppone che Trematosaurus possedesse un corpo piuttosto alto, una lunga coda compressa lateralmente e brevi arti.

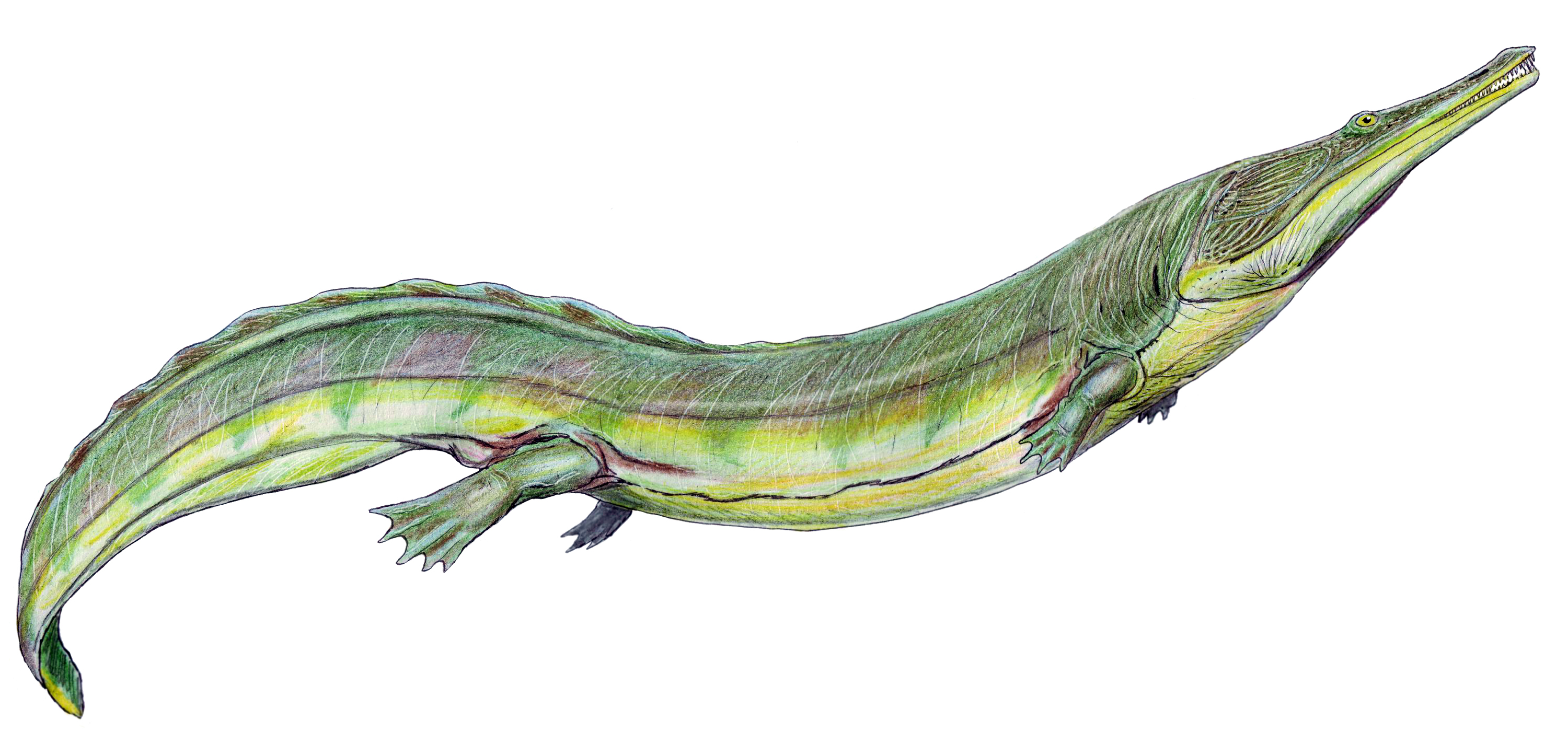
Ricostruzione di Trematosaurus brauni

## Classificazione
Descritto formalmente per la prima volta nel 1849 da Burmeister, il genere Trematosaurus è noto per numerosi resti fossili ritrovati in Germania in terreni del Triassico inferiore. La specie tipo è Trematosaurus brauni, chiamata così in onore di C.F.W. Braun, che ne descrisse inizialmente i resti fossili. Altre specie sono la tedesca T. thuringiensis, forse conspecifica con la specie tipo, e T. galae, ritrovata nella zona di Volgograd in Russia. 

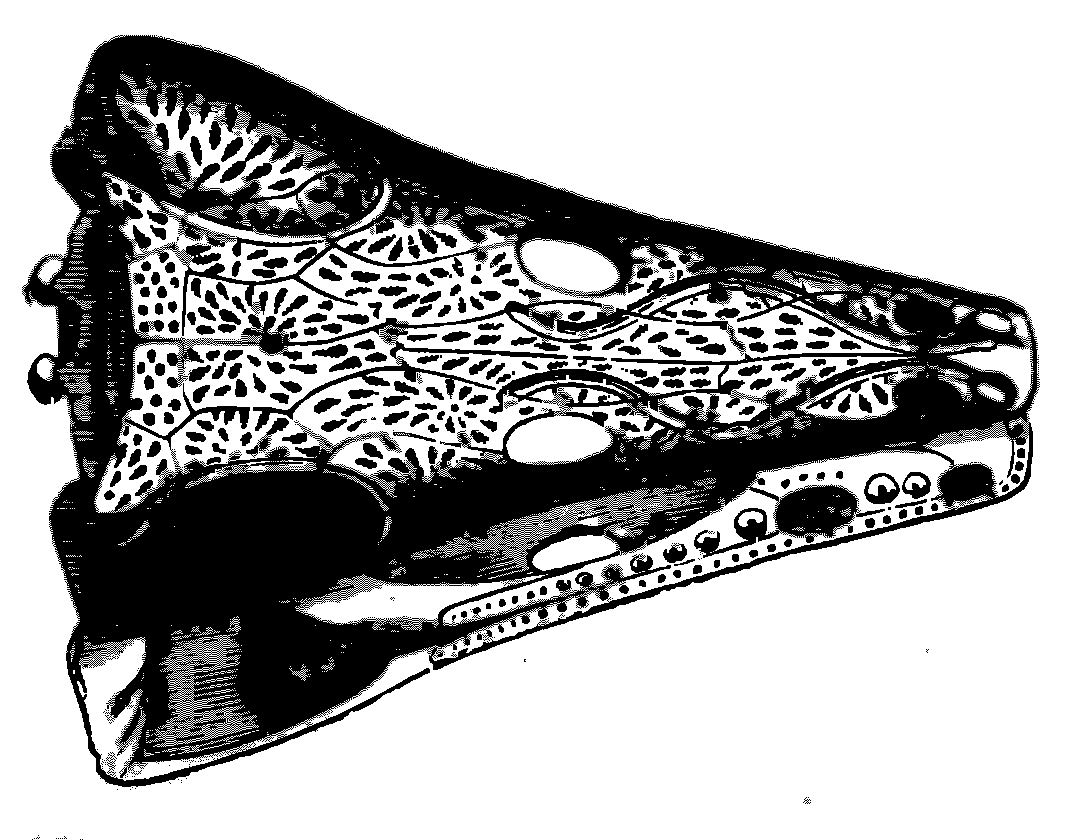
Illustrazione eseguita nel 1913 del cranio di Trematosaurus brauni

Trematosaurus è il genere eponimo dei trematosauridi, un gruppo di anfibi temnospondili tipici del Triassico, caratterizzati da crani piatti e triangolari, solitamente allungati. In particolare, Trematosaurus risulterebbe affine ai generi Luzocephalus e Trematosuchus nella sottofamiglia Trematosaurinae, dotati di crani meno allungati di altri trematosauridi come Aphaneramma. 

## Paleoecologia
Alcuni fossili di Trematosaurus indicherebbero che questo animale poteva spingersi anche lungo le coste marine. Era sicuramente un predatore attivo che catturava le prede (come i pesci) grazie al lungo muso e ai denti aguzzi.